# Hayes Jones
Hayes Jones (Estados Unidos, 4 de agosto de 1938) fue un atleta estadounidense, especializado en la prueba de 110 m vallas en la que llegó a ser campeón olímpico en 1964.

## Carrera deportiva
En los JJ. OO. de Tokio 1964 ganó la medalla de oro en los 110 metros vallas, con un tiempo de 13.67 segundos, llegando a meta por delante de su compatriota Blaine Lindgren (plata con 13.74 s) y del soviético Anatoly Mikhailov (bronce con 13.78 s).